# حديقة المعرفة
حديقة المعرفة هي مخطوطة مصورة لمجموعة قصص باللغة الفارسية عن الحب بين الأمير المغولي الخيالي جهاندار شاه وملكته بهروور بانو، كتبها في الأصل عناية الله كامبة في القرن السابع عشر بعنوان بهاري دانش (أو ربيع المعرفة )، والتي نُشرت في عام 1784.
كان المؤلف الأصلي، عناية الله كمبة، عالمًا وكاتبًا وشاعرًا عاش في الهند في القرن السابع عشر. نظَّم أعماله على شكل سرد إطاري، على غرار ألف ليلة وليلة. بالإضافة إلى الحبكة الرئيسة، هناك العديد من الحكايات الخيالية داخل العمل.
وصلتالمخطوطة التي يعود تاريخها إلى عام 1784 لمجموعة ستانيسلاف كوستكا زامويسكي [الإنجليزية] في عام 1803 في لندن من خلال المستشرق الإنجليزي ويليام أوسلي [الإنجليزية]. في عام 1944، نقلها الألمان إلى جوربيتش، ومن هناك نقلها الروس إلى موسكو. عادت إلى بولندا في عام 1958 ودخلت في مجموعة المكتبة الوطنية البولندية. اعتبارًا من أيار 2024، ستُعرض المخطوطة في المعرض الدائم في قصر كرينسكي [الإنجليزية].

## فهرس
- Makowski، Tomasz؛ Sapała، Patryk، المحررون (2024). The Palace of the Commonwealth. Three times opened. Treasures from the National Library of Poland at the Palace of the Commonwealth. Warsaw: National Library of Poland.

## روابط خارجية
- حديقة المعرفة في مكتبة بولونا الرقمية [الإنجليزية]